# William R. Forstchen
Œuvres principales
- Série Le Régiment perdu

William R. Forstchen, né le 11 octobre 1950 à Millburn dans le New Jersey aux États-Unis, est un auteur américain qui a commencé à publier en 1983 avec le roman Ice Prophet. 

## Biographie
William R. Forstchen est professeur d'histoire et membre du corps professoral du Montreat College, à Montreat en Caroline du Nord. Il a obtenu son doctorat à l'université Purdue avec des spécialisations dans l'histoire militaire, la guerre de Sécession et en histoire de la technologie.
Forstchen est l'auteur de plus de quarante livres, comprenant le très récompensé We look like men of War, un roman pour jeunes adultes au sujet d'un régiment afro-américain qui a combattu à la bataille du Cratère, qui est basé sur sa thèse de doctorat, The 28th USCTs: Indiana's African-Américans go to War, 1863-1865 et la série du Régiment perdu qui a été retenue par Tom Cruise et M. Night Shyamalan.
Ces dernières années, les publications de William Forstchen ont évolué vers la fiction historique et la non-fiction. En 2002, il a commencé la trilogie Gettysburg avec le président de la Chambre Newt Gingrich, la trilogie se compose de Gettysburg, Grant Comes East, et Never call retreat.  Plus récemment, ils ont  publié deux ouvrages sur les événements menant à Pearl Harbor et immédiatement après que l'attaque, Pearl Harbor, et Days of infamy. Forstchen et Gingrich ont déjà collaboré sur le roman alternatif historique 1945.
Son ouvrage One second after a été publié en mars 2009 et est paru en France sous le titre Une seconde après. S'appuyant sur plusieurs années de recherches intensives et d'entretiens, il examine ce qui pourrait arriver dans une ville américaine « typique » à la suite d'une attaque contre les États-Unis avec des armes à impulsion électromagnétique (EMP). 
Semblable dans la construction des ouvrages tels que On the beach ou Alas Babylone, Une seconde après est situé dans une petite ville universitaire dans l'ouest de la Caroline du Nord et est un récit édifiant de l'effondrement de l'ordre social à la suite d'une panne électrique.
Les droits cinématographiques de l'ouvrage ont été optionnés par la Warner Bros. et il est actuellement en développement sous la forme d'un long métrage[Quand ?]. 
Le livre a été présenté au Congrès et après à la Commission des Forces armées de la Chambre par le député Roscoe Bartlett (R-MD), président du comité de la Chambre chargé d'évaluer les armes EMP, comme une réalité des dommages potentiels en cas d'attaque EMP sur le territoire des États-Unis.
Forstchen réside près de Asheville en Caroline du Nord avec sa fille Meghan. Il est passionné d'archéologie, et il a participé à plusieurs expéditions en Mongolie et en Russie. Il a un brevet de pilote d'avion et est copropriétaire de l'avion Aeronca L-3B utilisé pendant la Seconde Guerre mondiale. Il a également écrit le premier livre de la série Magic: The Gathering, intitulé Arena.

## Œuvres

### SérieIce Prophet
1. (en) Ice Prophet, 1983
2. (en) The Flame Upon the Ice, 1984
3. (en) A Darkness Upon the Ice, 1985

### SérieGamester Wars
1. (en) The Alexandrian Ring, 1987
2. (en) The Assassin Gambit, 1988
3. (en) The Napoleon Wager, 1993

### SérieLe Régiment perdu
1. Ralliement, Bragelonne, 2007 ((en) Rally cry, 1990)Réédité par Milady en 2009
2. Rassemblement, Bragelonne, 2008 ((en) Union forever, 1991)Réédité par Milady en 2009
3. Revanches, Bragelonne, 2008 ((en) Terrible Swift Sword, 1992)Réédité par Milady en 2009
4. Riposte, Bragelonne, 2009 ((en) Fateful Lightning, 1992)
5. (en) Battle Hymn, 1996
6. (en) Never sound retreat, 1997
7. (en) A band of brothers, 1998
8. (en) Men of war, 1999
9. (en) Down to the Sea, 2000

### CollectionMagic
1. L'Arène, Fleuve noir, collection Magic n° 1, 1996 ((en) Magic: The gathering arena, 1994)Les autres volumes de la série ont été écrits par d'autres auteurs

### SérieStar Voyager
1. (en) Star Voyager Academy, 1994
2. (en) Article 23, 1998
3. (en) Prometheus, 1999

### SérieWing Commander
1. (en) End Run, 1993Écrit avec Christopher Stasheff.
2. (en) Fleet Action, 1994
3. (en) Heart of the Tiger, 1995Écrit avec Andrew Keith.
4. (en) The Price of Freedom, 1996Écrit avec Ben Ohlander.
5. (en) Action Stations, 1998
6. (en) False Colors, 1999Écrit avec Andrew Keith.

Le premier tome de la série a été écrit par Ellen Beeman et Mercedes Lackey.

### UniversStar Trek

#### SérieStar Trek: La Nouvelle Génération
1. (en) The Forgotten Wa, 1999

### SérieLes Légendes de Krondor
1. Un valeureux ennemi, Bragelonne, 2014 ((en) Honoured Enemy, 2001)Écrit avec Raymond Elias Feist.

### SérieGettysburg
1. (en) Gettysburg, 2002Écrit avec Newt Gingrich.
2. (en) Grant Comes East, 2004Écrit avec Newt Gingrich.
3. (en) Never Call Retreat. Lee and Grant: The Final Victory, 2005Écrit avec Newt Gingrich.

### SérieLa Guerre dans le Pacifique
1. (en) Pearl Harbor: A Novel of December 8th, 2007Écrit avec Newt Gingrich.
2. (en) 2 Days of Infamy, 2008Écrit avec Newt Gingrich.

### SérieOne Second After
1. Une seconde après, 2009 ((en) One Second After, 2009)
2. (en) One Year After, 2015
3. (en) The Final Day, 2017
4. (en) Five Years After, 2023

### Romans indépendants
- (en) We Look Like Men of War, 2001
- (en) 48 Hours, 2019

### Nouvelle
- Le Diseur de vérité, Bragelonne, 2007 ((en) The Truthsayer, 1988)Nouvelle parue dans l'anthologie Fantasy 2007